# Секст Квинтилий Кондиан (консул 151 года)
Секст Квинти́лий Кондиа́н (лат. Sextus Quintilius Condianus) — римский политический деятель середины II века.
Кондиан происходил из Александрии Троады в провинции Азия. Его отцом был легат Ахайи Секст Квинтилий Валерий Максим. В 151 году Кондиан был назначен консулом. С 170/171 по 174/175 год он с братом были корректорами Ахайи и вдвоём ей управляли. Братья также были упомянуты в найденном в 1966 году письме Марка Аврелия к афинянам. В 182 году Кондиан был убит по приказу Коммода. Дион Кассий очень хорошо о нём отзывался. Его сыном был консул 172 года Секст Квинтилий Максим.
На Аппиевой дороге располагаются руины виллы, построенной братьями.